# Jordy Mervilde
Jordy Mervilde (16 augustus 1995) is een Belgisch voetballer die als doelman speelt. In 2023 ruilde hij Racing Club Lauwe in voor stadsgenoot White Star Lauwe.

## Clubcarrière
Mervilde genoot zijn jeugdopleiding bij White Star Lauwe, Excelsior Moeskroen, RSC Anderlecht, KV Oostende en KV Kortrijk. Op 26 april 2014 debuteerde hij op de vijfde speeldag van Play-off 2 in de Jupiler Pro League: KV Kortrijk won uit met 0-4 bij Cercle Brugge, met dank aan goals vanTeddy Chevalier (2x), Thomas Matton en Stijn De Smet. . Mervilde stond de volledige wedstrijd tussen de Kortrijkse palen. Tussen 2014 en 2018 speelde hij bij Sint-Eloois-Winkel Sport, dat in 2014 voor het eerst zijn opwachting mocht maken in Derde klasse. In het voorjaar raakte bekend dat Mervilde vanaf het seizoen 2018/19 voor Racing Club Lauwe zou spelen. Na vijf seizoenen stapte hij over naar stadsgenoot White Star Lauwe, waar hij destijds zijn jeugdopleiding begon.

## Statistieken
| Seizoen | Club                     | Competitie             | Wed. | Goals |
| ------- | ------------------------ | ---------------------- | ---- | ----- |
| 2013/14 | KV Kortrijk              | Jupiler Pro League     | 1    | 0     |
| 2014/15 | Sint-Eloois-Winkel Sport | Derde klasse A         |      |       |
| 2015/16 | Sint-Eloois-Winkel Sport | Derde klasse A         |      |       |
| 2016/17 | Sint-Eloois-Winkel Sport | Tweede klasse amateurs |      |       |
| 2017/18 | Sint-Eloois-Winkel Sport | Tweede klasse amateurs |      |       |
| 2018/19 | Racing Club Lauwe        | Eerste Prov. W-Vl      |      |       |
| 2019/20 | Racing Club Lauwe        | Eerste Prov. W-Vl      |      |       |
| 2020/21 | Racing Club Lauwe        | Eerste Prov. W-Vl      |      |       |
| 2021/22 | Racing Club Lauwe        | Eerste Prov. W-Vl      |      |       |
| 2022/23 | Racing Club Lauwe        | Eerste Prov. W-Vl      |      |       |
| 2023/24 | White Star Lauwe         | Eerste Prov. W-Vl      |      |       |
| Totaal  |                          |                        | 1    | 0     |

Bijgewerkt t/m 21 februari 2024.